# Kukri
Kukri je tradicionalni bojni nož Gurkhov, ki zaradi svoje značilne ukrivljenosti in dolžine lahko služi kot mačeta.